# Josef Lutz (Elektrotechniker)

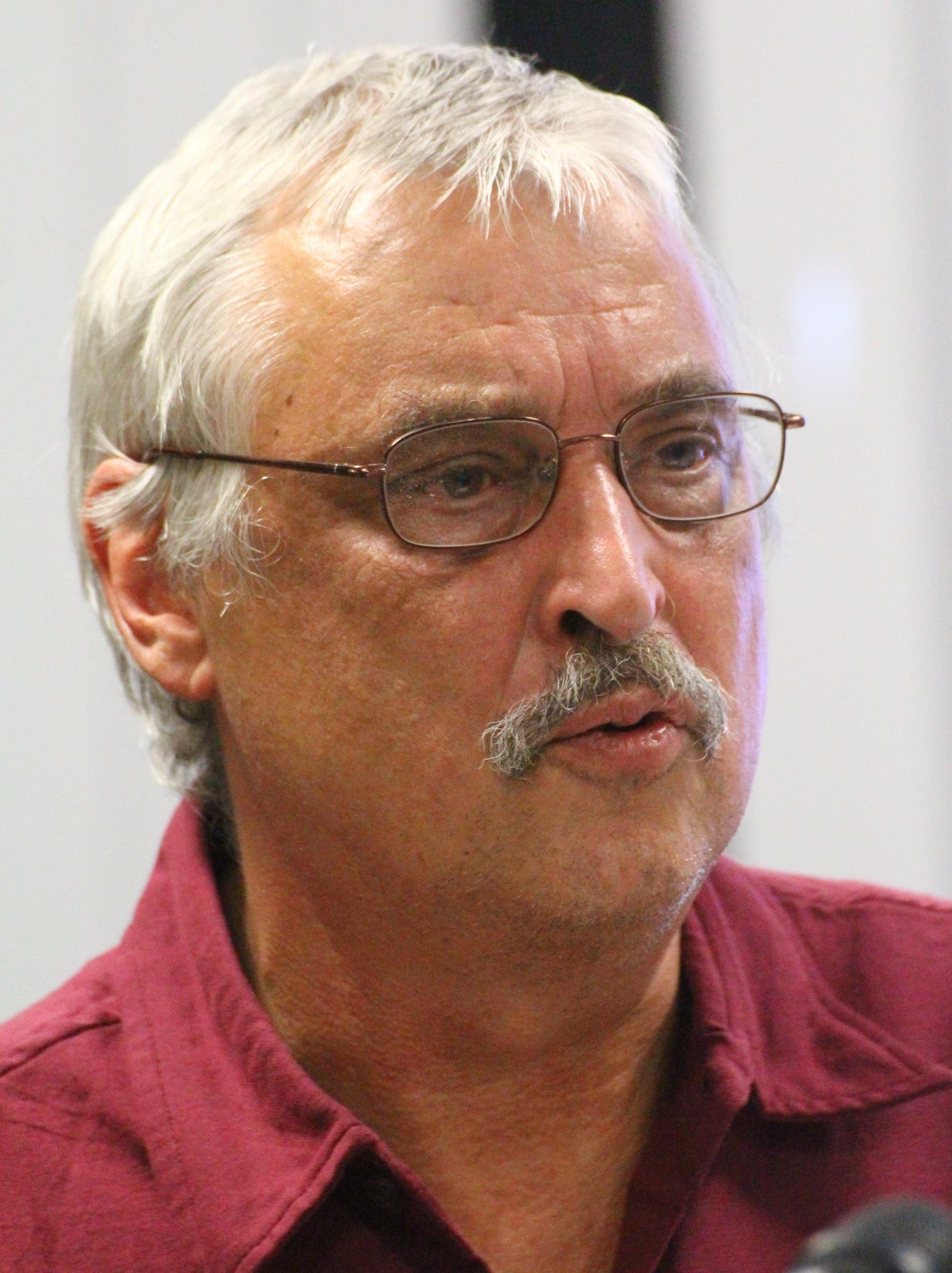
Josef Lutz

Josef Lutz (* 1954 in Ellwangen (Jagst)) ist ein deutscher Physiker und Elektrotechniker.

## Karriere
Lutz studierte Physik an der Universität Stuttgart und arbeitete ab 1983 bei Semikron Elektronik in Nürnberg, wo er sich zuerst mit der Entwicklung von GTO-Thyristoren beschäftigte. Später verlagerte sich sein Schwerpunkt auf das Gebiet der Entwicklung von schnellen Dioden, in dem er eine Reihe von Patenten hält und die Controlled Axial Lifetime Diode (CAL-Diode) einführte. 1999 wurde er in Elektrotechnik an der Universität Ilmenau promoviert. Seit August 2001 ist Lutz Professor für Leistungselektronik und elektromagnetische Verträglichkeit an der Technischen Universität Chemnitz.
2005 wurde er von der Technischen Universität Stawropol zum Ehrenprofessor ernannt. Josef Lutz gehört zu den Top-1-Prozent weltweit der meist zitierten Forscher in ihrem Fachgebiet.

## Wissenschaftliche Arbeit
Lutz gilt als Experte auf dem Gebiet der Chip-Herstellung. Die Forschungsschwerpunkte an seiner Professur liegen auf der Zuverlässigkeit von Halbleiter-Leistungsbauelementen, insbesondere in Hinblick auf den Einsatz innerhalb der Elektromobilität. Weiterhin richtet sich die Forschung auch auf zukunftsweisende Halbleitermaterialien wie SiC und GaN.

## Lehrveranstaltungen
Im Rahmen seiner Vorlesungen wird die Halbleiterphysik intensiv betrachtet. Darauf aufbauend werden die Funktionsweise und Eigenschaften leistungselektronische Bauelemente behandelt. Im weiteren Schritt werden komplexe Systeme, wie z. B. DC-DC, AC-DC und DC-AC Umrichter, erklärt und detailliert berechnet. Abschließend wird der Einfluss der Systeme untereinander beleuchtet, wobei die elektromagnetische Verträglichkeit nur einen Schwerpunkt darstellt.

## Gewerkschaftliche Tätigkeit
Lutz ist seit 1983 Mitglied der IG Metall und im Rahmen von Informationsveranstaltungen als Referent tätig. 1999 kam es zu Spannungen, als die von der Gewerkschaft favorisierten Tarifverträge von Lutz und anderen abgelehnt wurden und Semikron dadurch veranlasst wurde, befristete Stellen in feste Arbeitsplätze umzuwandeln.

## Private astronomische Forschung
Neben seiner Forschung im Bereich Elektrotechnik beschäftigt sich Lutz privat mit Astronomie und stellt die Theorie des Urknalls in Frage, die bis heute unter Physikern und Astronomen weitgehend etabliert und akzeptiert ist. Basierend auf der Entdeckung der Großen Mauer veröffentlichte er Anfang der 1990er Jahre im Verlag Neuer Weg ein Buch zu seiner Kritik. 2005 nahm er als Referent an der 1st Crisis in Cosmology Conference teil, deren Tagesband vom American Institute of Physics veröffentlicht wurde.

## Privatleben
Josef Lutz ist verheiratet und Vater zweier Kinder. 

## Veröffentlichungen
- Halbleiter-Leistungsbauelemente: Physik, Eigenschaften, Zuverlässigkeit[6]. Springer, 2006  (auch in englischer und chinesischer Ausgabe)
- Freilaufdioden für schnell schaltende Leistungsbauelemente. ISLE, 2000 (Dissertation)
- Wie kann die Versorgung mit elektrischer Energie zu 100 % aus regenerativen Quellen erfolgen?. Bürgerbewegung für Kryo-Recycling, Kreislaufwirtschaft und Klimaschutz, 2013
- Ratlos vor der Großen Mauer – Das Scheitern der Urknall-Theorie. Verlag Neuer Weg, 1993 (3. Auflage), ISBN 978-3-88021-213-8